# Audi Aréna
Audi Aréna er en multiarena i Győr, Ungarn med plads til 5.500 tilskuere. Arenaen husede EM i håndbold 2014 for kvinder.
Arenaens navn er sponsoret af Audi, som også er hovedsponsor for Győri Audi ETO KC.